# Porcaro
Porcaro (tiếng Breton: Porzh-Karozh) là một xã ở tỉnh Morbihan trong vùng Bretagne tây bắc Pháp. Xã này có diện tích 15,73 km², dân số năm 1999 là 510 người. Khu vực này có độ cao t 30-154 mét trên mực nước biển.
Cư dân của Porcaro danh xưng trong tiếng Pháp là Porcaréens.